# Spiro Goulabchev
Spiridon, dit Spiro, Konstantinov Goulabchev (en bulgare, Спиридон (Спиро) Константинов Гулабчев) né le 12 juin 1856 et mort en janvier 1918, est un anarchiste bulgare connu pour avoir mené le mouvement siromakhomilstvo, un mouvement bulgare de gauche, populiste influencé par le nihiliste russe qui cherchait à créer une société qui protège les plus pauvres de ses membres. Fervent opposant à l'inégalité sociale et partisan de l'organisation communautaire, Goulabchev a organisé des associations et des activités éducatives pour les pauvres dans plusieurs villes sous forme de clubs et de bibliothèques, à travers lesquels il a activement plaidé pour une action révolutionnaire. À la fin des années 1880, le siromakhomilstvo s'est scindé entre anarchisme et socialisme, Goulabchev préconisant le premier. En 1892, il a formé un groupe d'étude anarchiste à Roussé.

## Jeunesse

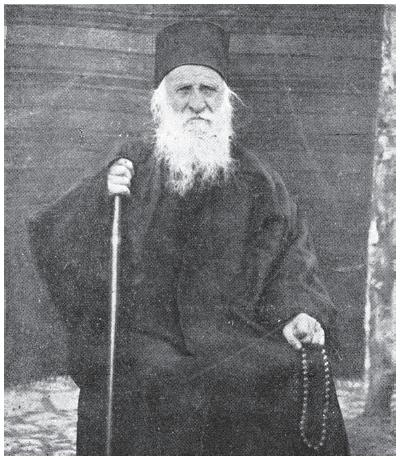
Le père de Gulabchev, un prêtre de l'Exarchat bulgare.

Spiro Goulabchev est né le 12 juin 1856 à Flórina (appelée Lérin par les populations slaves locales), dans l'Empire ottoman. Il est le fils de Catherine Goulabchev et Konstantin, un prêtre qui était actif dans le mouvement de renaissance bulgare et dirigeait une église orthodoxe à Florina,. Il suit des études primaires et secondaires à Constantinople, Edirne et Plovdiv, où est également Dimitar Blagoev, que Goulabchev affrontera plus tard.
En 1870, Goulabchev trouve du travail en tant qu'enseignant dans un village proche de Lérin, Gorno Nevolyani, en Pélagonie, où il introduit le système pédagogique de l'enseignement mutuel. Il enseigne d'abord en grec, langue de l'élite ecclésiastique et donc de l'enseignement, et en bulgare, la langue maternelle de la population locale. Mais, dès sa deuxième année, il commence à enseigner entièrement en bulgare, fournissant à ses élèves des manuels bulgares et leur apprenant à lire et à écrire dans cette langue.
Gulabchev est ainsi apprécié des étudiants et des parents. Cependant, en 1870, alors que l'Église orthodoxe bulgare, dans le cadre du mouvement national de renaissance bulgare, s'affranchit du Patriarcat de Constantinople pour s'ériger en Exarchat bulgare, des nouvelles se répandent sur les tendances schismatiques de son père rallié à l'Exarchat. Goulabchev est alors expulsé de Gorno Nevolyani. À l'automne 1871, il part pour Plovdiv voir un parent, Panaret Plovdivski.

## Université et radicalisation politique
En 1877, Goulabchev se rend dans l'Empire russe, où il s'est inscrit à l'Académie théologique de Moscou, il y étudie pendant deux ans avant de passer à l'Université d'État de Moscou pour étudier le droit. Avant de terminer ses études, il est à nouveau transféré en 1881, cette fois pour étudier la philologie à la Faculté d'histoire et de philologie de l'Université de Kiev. Ses études ont été financées par des bourses et des subventions accordées par la Roumélie orientale, puis par la Principauté de Bulgarie après 1885 et le rattachement de la Roumélie orientale à la Bulgarie.
Goulabchev et son père connaissent néanmoins des difficultés financières pendant cette période, ce qui menace la possibilité pour Goulabchev de terminer ses études. Finalement, Goulabchev écrit une lettre à Joseph I de Bulgarie, métropolite de Lovetch et Exarque de l'Église bulgare, dans laquelle il demande une aide financière pour son père, afin qu'il puisse se permettre de terminer ses études.
Pendant ses études à Kiev, Goulabchev est exposé aux idées des mouvements « populistes », socialistes et agrariens, qui commençaient à émerger au sein de l'intelligentsia russe. Il subit en particulier l'influence des idées d '« éclaircissement populaire » proposées par les Narodniki et celle des méthodes socialistes révolutionnaires conspiratrices de Narodnaïa Volia. Il est également impressionné par les valeurs libérales des Lumières et les convictions fédéralistes de l'universitaire ukrainien Mykhailo Drahomanov. Goulabchev en est venu à croire que les idées populistes pouvaient permettre de construire une société socialement juste, pour diffuser ces idées, il a imaginé la mise en place d'un mouvement à travers les Balkans destiné à répandre à travers la propagation large de ressources et de livres ; plus précisément, il a concentré son attention sur la diaspora étudiante bulgare, travaillant à la création d'un réseau de « sociétés amicales des lecteurs », également appelées « bourses de lecteurs » ou simplement « bourses ». Goulabchev prévoyait de développer ce réseaux de bourses au niveau international, couvrant tous les pays où une population d'étudiants bulgares était présente, ces bourses étant subordonnées à une bourse centrale située à Kiev. Il espérait ainsi que ces groupes étudiants cohésifs feraient à leur tour de la propagande pour ces idées à leur retour en Bulgarie, les diffusant toujours plus largement.
Les premières de ces bourses, que Goulabchev a personnellement coordonnées avec les étudiants retournant en Bulgarie pour voir leur famille, sont apparues à Roussé, Silistra, Veliko Tarnovo, Varna et Anhialo. En pratique, ces bourses étaient généralement composées de 5 à 10 membres qui distribuaient de la littérature, tenaient à jour des collections de livres, écrivaient des articles dans des revues et des journaux et traduisaient des publications étrangères en bulgare. Leur création a été financée par Goulabchev, après quoi elles ont été maintenues grâce aux cotisations de leurs membres, dont une partie était destinée à la bourse centrale de Kiev, et grâce aux dons de riches mécènes.
Les bourses se sont structurées avec le temps. En 1882, Goulabchev a conçu une constitution pour le réseau et a commencé à sélectionner avec soin les membres des futures bourses, agissant comme une société secrète similaire à Narodnaïa Volia,. En 1883, il crée une société étudiante à l'Université de Kiev appelée « Société amicale pour la promotion de la bulgarité en Macédoine ». Au début des années 1880, la question macédonienne prend de l'importance, alors que la région est encore partie intégrante de l'empire ottoman, elle est revendiquée par la Grèce, la Serbie et la Bulgarie ; Goulbachev, lui-même slave macédonien, défend ainsi l'unité entre la Bulgarie et la Macédoine.

## Retour en Bulgarie, le mouvementsiromakhomilstvo
En 1884, Goulabchev s'est fait repérer du Corps spécial de gendarmerie et a été interrogé en tant que témoin "en raison (selon des documents officiels) d'une connaissance étroite avec une personne extrêmement peu fiable en termes politiques". Il continue néanmoins ses activités politiques; le 5 février 1886, alors qu'il débarque du navire russe Azov à Constantinople, les douanes de l'Empire russe ont découvert que Goulabchev faisait de la contrebande de littérature subversive interdite, en découvrant 37 publications de nature « révolutionnaire ». Il est alors emprisonné à Odessa. Tout au long des interrogatoires, il a refusé de révéler l'identité de ses fournisseurs ou les réseaux de transport, affirmant qu'il avait acheté la littérature à bas prix à Sofia pour son usage personnel. Il est peu après expulsé de l'Université de Kiev mais le procureur de l'État a hésité à traduire en justice un citoyen étranger,.
L'affaire a commencé à apparaître dans les journaux bulgares, des articles déclarant que l'étudiant bulgare était menacé d'être exilé en Sibérie. À la suite de l'intervention de l'Exarchat bulgare et du gouvernement, il est finalement décidé de plutôt déporter Goulabchev en Bulgarie. Entre le milieu et la fin de l'année 1886, il est libéré,.
Sans se décourager, il continue à être actif en politique. Il a commencé à enseigner à l'école Gabrovo en janvier 1887, où il s'est retrouvé dans un environnement socialiste. Là, il organise un cercle clandestin qui a finalement abouti à une révolte étudiante en 1888; Goulabchev avait prévu que les étudiants distribueraient un pamphlet de propagande après qu'il a été réprimé, mais cela ne s'est jamais concrétisé. Il est ensuite transféré dans une école publique à Varna, où il avait fondé la société éducative « Kapka » l'année précédente. En 1889, il enseignait à Veliko Tarnovo.
Pendant qu'il enseignait, Goulabchev continua à développer les idées politiques qui l'avaient influencé en Russie. Ses « bourses de lecture » ont continué à apparaître dans toutes les villes bulgares et ont commencé à tenter de construire une idéologie plus cohérente. Goulabchev a ainsi développé un mouvement, le siromakhomilstvo ("paupérophilisme"), autour de la conviction que les plus pauvres, les siromasi, devaient être protégés par la société et devaient recevoir amour et miséricorde. Ce mouvement représente la première tentative d'établir un courant socialiste cohérent et autonome en Bulgarie, il était très influence par le populisme russe et le nihilisme russe. Le siromakhomilstvo condamnait les inégalités sociales et plaidait activement parmi les pauvres pour une action révolutionnaire, agissant à travers des événements organisés dans les clubs et les bibliothèques des groupes. Comme beaucoup de mouvements similaires de cette période, Goulabchev a décrié le luxe ostentatoire et la mode au motif qu'ils étaient un affront aux pauvres. Pour des raisons similaires, il a critiqué les dépenses publiques consacrées à l'enseignement supérieur alors que la majorité n'avait pas accès à l'enseignement secondaire, mais a également souligné l'importance de la solidarité entre l'intelligentsia et les pauvres. Il utilisait des techniques populistes pour démontrer cette solidarité, comme interdire à ses disciples immédiats de porter des cravates, qui, selon lui, étaient un symbole de distinction entre la classe intellectuelle et les gens ordinaires.
Après 1891, les groupes siromakhomilstvo communiquaient entre eux par chiffrement, ce qui étaient devenu courant parmi les organisations socialistes.
L'image de Goulabchev d'un futur idéal, qu'il qualifiait de « primitivement communiste», peinait à attirer une attention significative en dehors de l'intelligentsia. À la fin des années 1880, le mouvement siromakhomilstvo s'est scindé en mouvements anarchistes, socialistes d'État et marxistes, Goulabchev soutenant l'anarchisme.
En 1892, Spiro Goulabchev fonde le premier groupe anarchiste de Roussé, où les membres étudient les œuvres de Mikhaïl Bakounine et Piotr Kropotkine. À la suite du congrès anarchiste international de 1907, qui préconisait l'établissement d'organisations anarchistes nationales, Goulabchev s'implique dans une campagne pour organiser les groupes anarchistes de Bulgarie dans une fédération nationale, mais ces efforts se révèlent infructueux.